# Casus belli EP
Casus belli è il secondo EP del rapper italiano Fabri Fibra, pubblicato il 30 ottobre 2012 dalla Universal Music Group.

## Descrizione
Pubblicato gratuitamente attraverso il sito ufficiale del rapper, il disco è composto da dodici brani (tra cui un brano inciso insieme a Nitro) e due remix. Attraverso la propria pagina Twitter, Fabri Fibra ha spiegato il significato e le curiosità su Casus belli: 
In occasione della pubblicazione dell'EP, Fabri Fibra ha reso disponibile per l'ascolto il brano Vado via. È stato successivamente incluso nell'edizione deluxe dell'album Guerra e pace come secondo disco che racchiude sette delle 14 tracce di Casus belli, sostituendo il brano Vado via con l'inedito Denaro contante. Il 17 febbraio 2023 Casus belli EP è stato distribuito per la prima volta nel formato vinile e con una lista tracce differente.

## Tracce
Download digitale
1. Intro Casus belli – 2:39
2. Parole in fumo – 4:12
3. Come Totti – 3:51
4. Teoria e pratica – 3:46
5. Nessuno lo dice – 3:15
6. Vado via – 3:27
7. Il mio amico Arnold – 3:26
8. Mani pulite – 3:21
9. Felice per me (feat. Nitro) – 3:31
10. Stile libero passato – 1:48
11. Stile libero presente – 1:22
12. Stile libero futuristico – 2:34
13. Fabri Fibra a Spit 2011 – 2:08
14. Teoria e pratica Remix (feat. Ghemon & Mecna) – 3:46

12"
- Lato A

1. Parole in fumo – 3:57
2. Come Totti – 3:55
3. Teoria e pratica – 3:48
4. Nessuno lo dice – 3:20

- Lato B

1. Denaro contante – 3:44
2. Il mio amico Arnold – 3:34
3. Mani pulite – 2:54
4. Felice per me (feat. Nitro) – 3:35